# Хуан Пабло Дуарте (станция метро)
«Хуан Пабло Дуарте» (порт. Estação Juan Pablo Duarte) — единственный пересадочный узел метрополитена Санто-Доминго

## Описание
Расположена на Линии 1, между станциями «Хуан Бош» и «Мануэл Артуро Пена Баттле». Подземная станция. Открыта 30 января 2009 года в составе всей линии.
1 апреля 2013 года при открытии одноимённой станции «Хуан Пабло Дуарте» на Линии 2, образован пересадочный узел между станциями «Полковник Рафаэль Томас Фернандес» и «Хуан Улисес Гарсия Салета».